# Милан Ђорђевић (књижевник)
Милан T. Ђорђевић (Београд, 25. октобар 1954) је песник, приповедач, есејиста и преводилац.
Један је од најприсутнијих стваралаца на српској књижевној сцени већ четврт века. Са првом књигом Са обе стране коже се јавио 1979. године.

## Награде
- "Васко Попа“ за 2005. годину
- "Дисове награде“ за 2007. годину
- "Бранко Миљковић“ за 2008. годину.
- „Десанка Максимовић“ за 2013. годину.

## Дела

### Песме
- „Са обе стране коже“ (1979)
- „Мува и друге песме“ (1986)
- „Мумија“ (1990)
- "Ћилибар и врт“ (1995)
- „Пустиња“ (1995)
- „Чисте боје“ (2002)
- „Црна поморанџа“ (2004)
- „Ватра у башти“, изабране песме (2007)
- „Радост“ (2008)

### Есеји
- „Цвеће и џунгла" (2000)

### Проза
- „Глиб и ведрина“ (1997) под псеудонимом Милан Новаков
- „Слепа улица“ (2002)
- „Мајмун“ (2006)